# 라무 환초

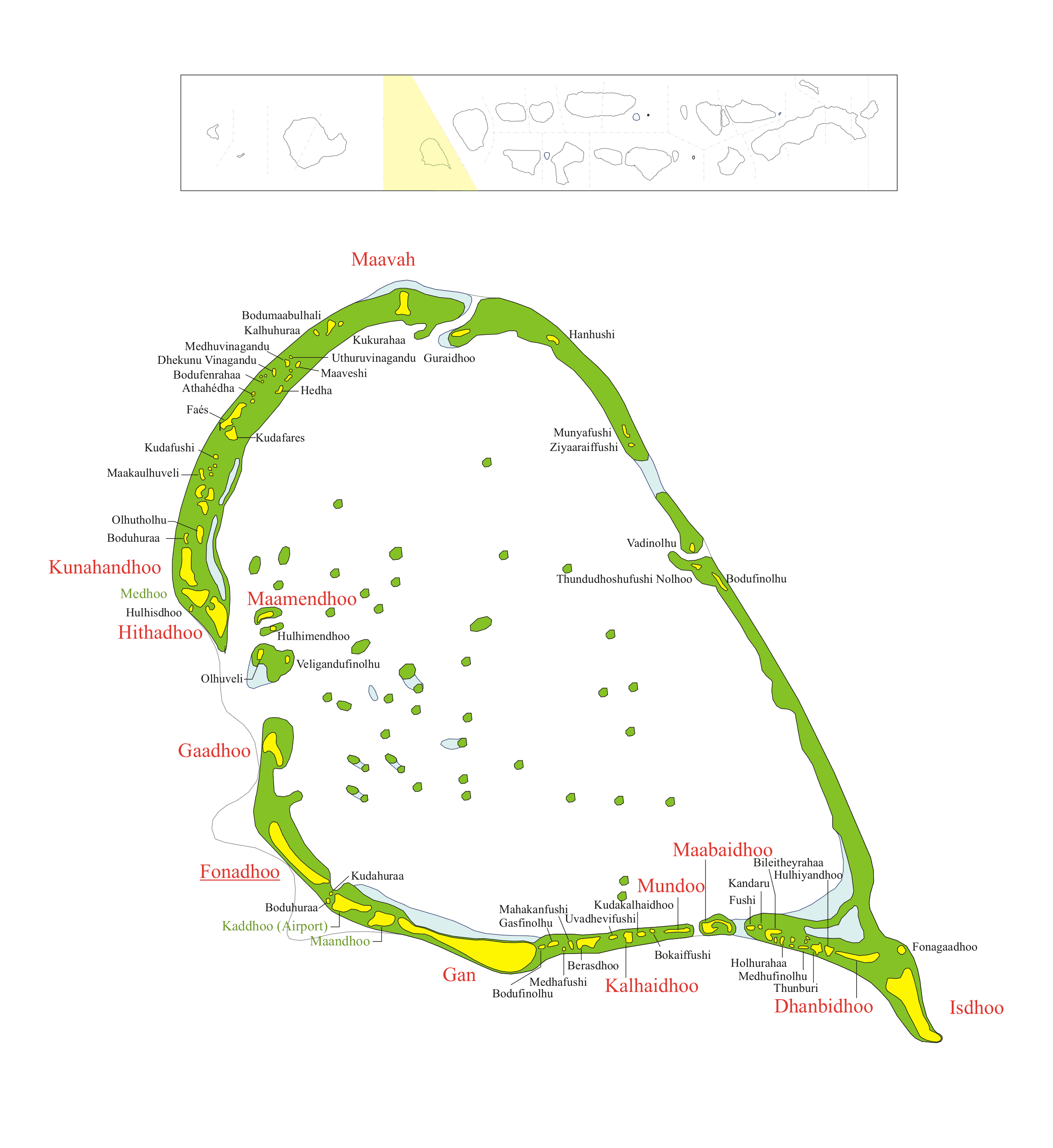
라무 환초

라무 환초(디베히어: ކޮޅުމަޑުލު, Laamu) 또는 하둔마티 환초(Haddhunmathi)는 몰디브 남동부에 위치한 환초로 행정 중심지는 포나두이며 인구는 14,313명(2006년 기준)이다. 82개 섬으로 구성되어 있다.